# Kvarteret Morpheus

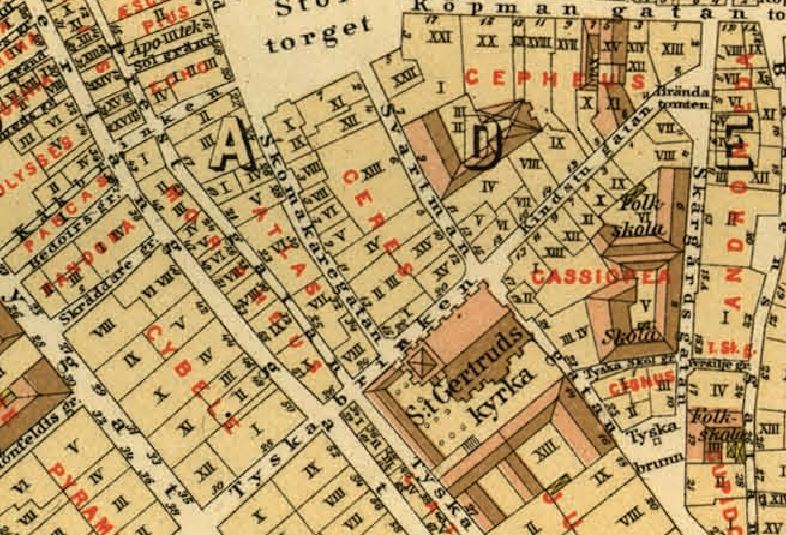
A.R. Lundgrens karta från 1885 med kvarteret Morpheus.

Kvarteret Morpheus är ett kvarter i Gamla stan i Stockholm. Kvarteret omges av Kåkbrinken i norr, Prästgatan i öster, Västerlånggatan i väster och Tyska brinken i söder.  Kvarteret består av åtta fastigheter: Morpheus 1 – 2, Morpheus 4 och Morpheus 6 – 10.

## Namnet

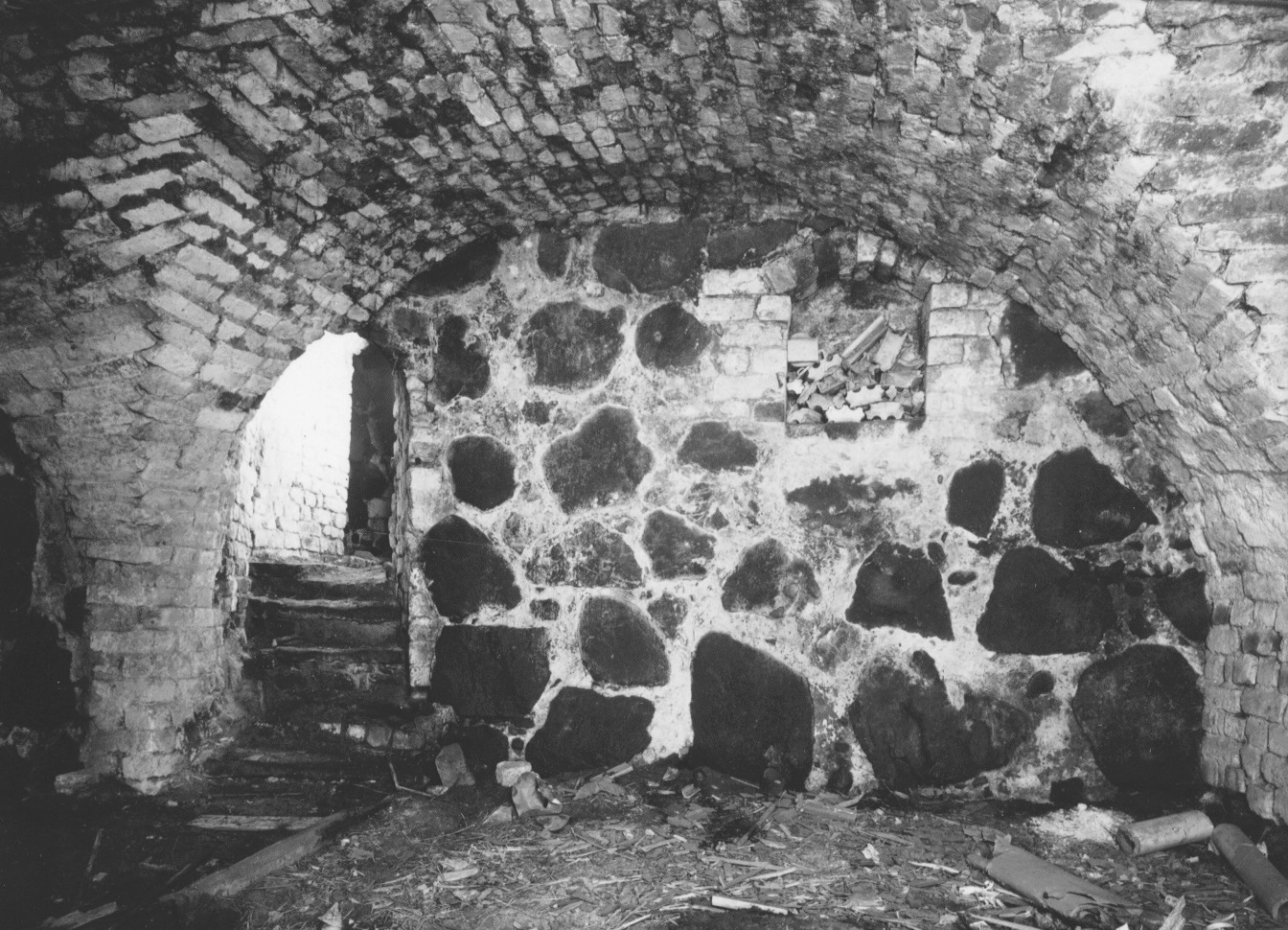
Medeltida valv Västerlånggatan 45, före detta "Källaren Rostock".

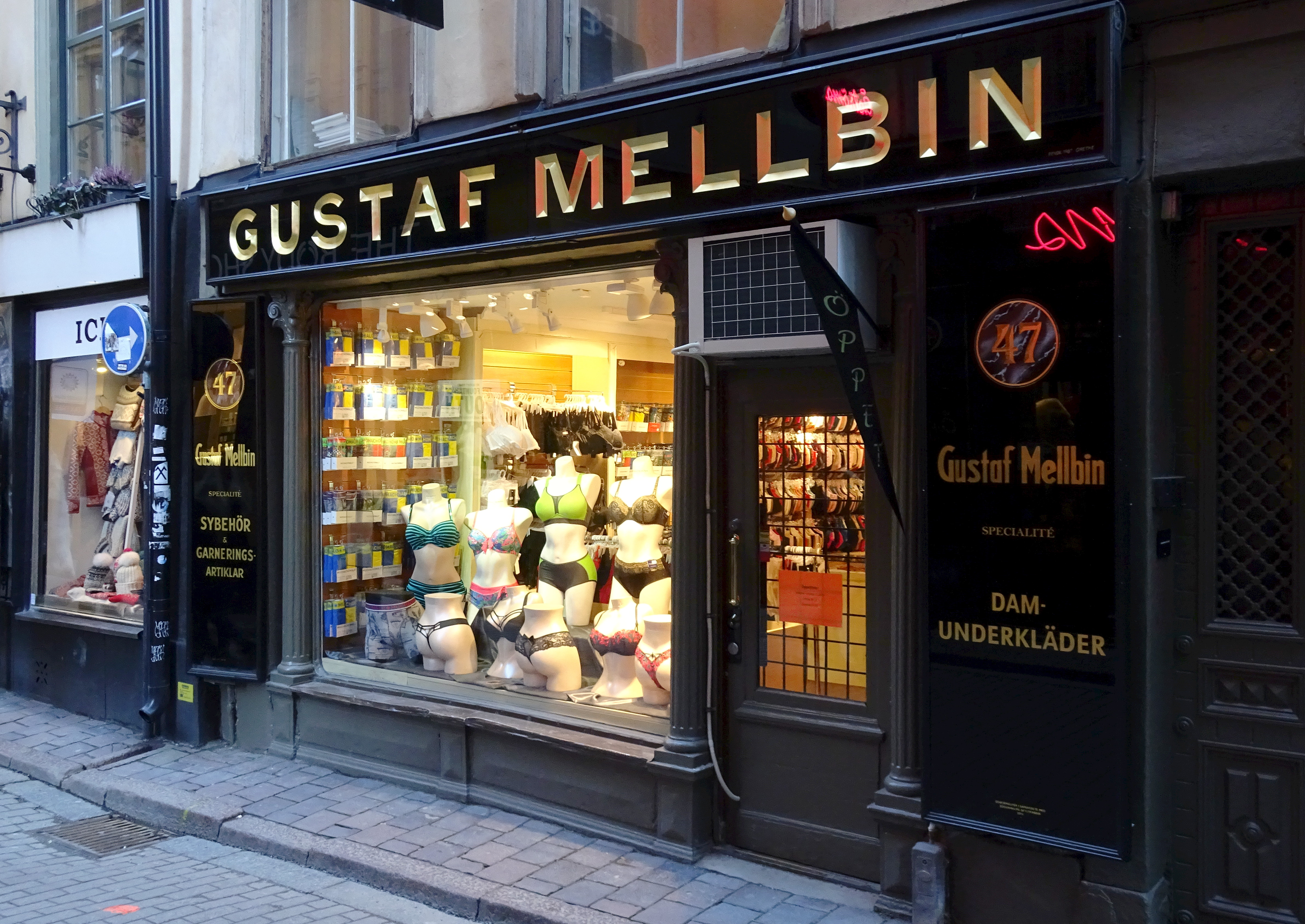
"Gustaf Mellbin", 2016.

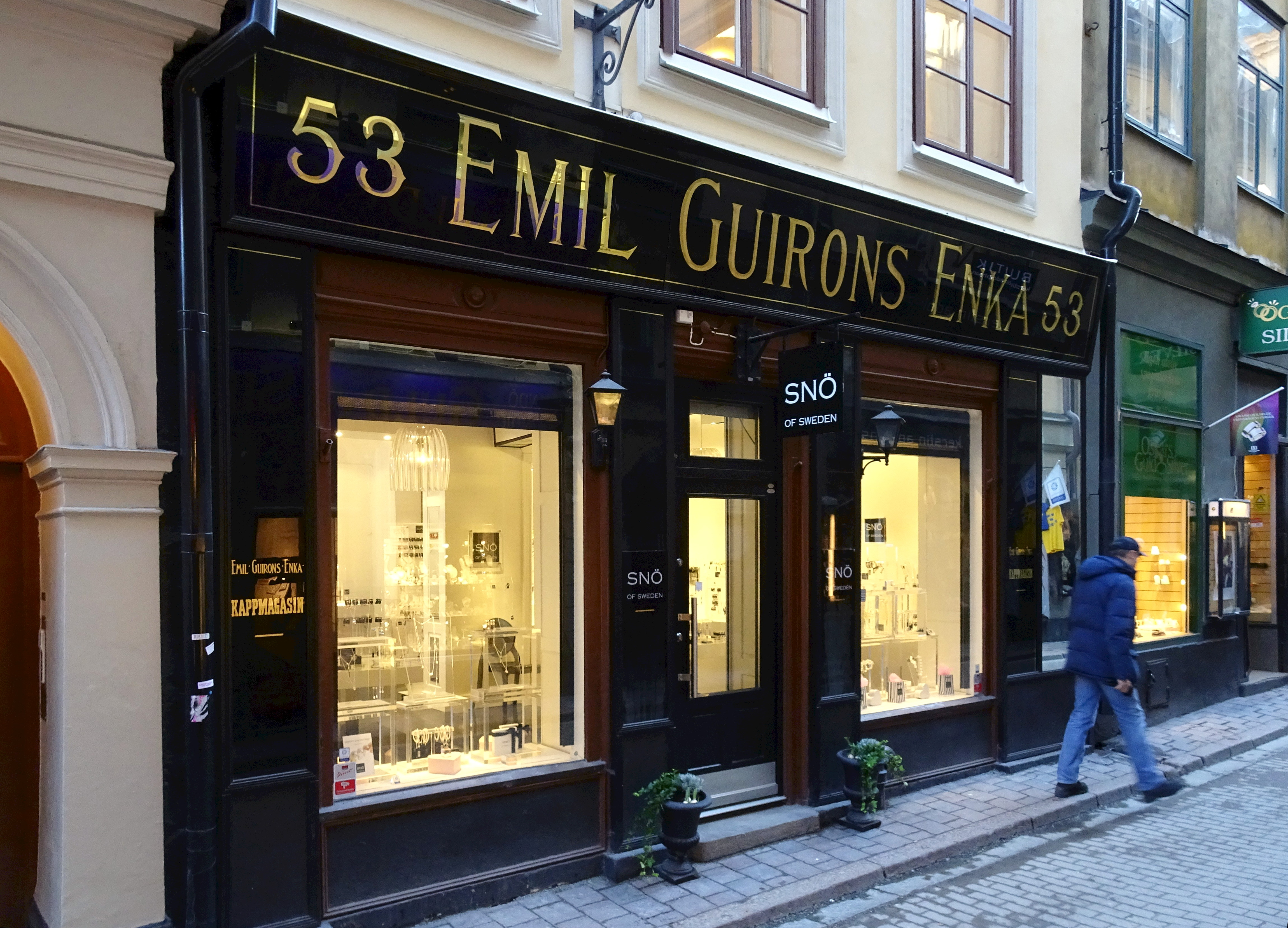
"Emil Guirons Enka", 2016.

Nästan samtliga kvartersnamn i Gamla stan tillkom under 1600-talets senare del och är uppkallade efter begrepp (främst gudar) ur den grekiska och romerska mytologin. ”Morpheus” var i den grekiska mytologin en bevingad sömngud och drömmarnas gud.

## Kvarteret
Det långsmala kvarteret ligger parallellt och väster om kvarteret Atlas. Morpheus har sin fortsättning i norr med kvarteret Iris och i söder med kvarteret Latona. Samtliga tre markerar var den äldsta, västra stadsmuren var belägen. En trolig placering för stadsmurens sträckning är längs Prästgatans västra sida (se Stockholms stadsmurar). 
Byggnaden i Morpheus 2 (Västerlånggatan 45) består av två sammanbyggda hus med en stor medeltida källare. I den södra husdelen öppnade vinhandlaren Mårten Hartman 1643 Källaren Rostock (ej att förväxla med sjökrogen Råstock) som på 1700-talets början drevs av vinskänken Valentin Sabbath och efter honom av hans änka. 
I samma hus fanns sedan 1877 Carl Malmbergs gamla handskfabrik, kunglig hovleverantör. Tillverkningen skedde i övre våningsplanet medan försäljningen sköttes i bottenvåningen. Kring sekelskiftet 1900 hade Malmberg filialer på Drottninggatan, Sturegatan och på Södermalmstorg. Inga finns kvar idag.
I grannfastigheten, Morpheus 4 (Västerlånggatan 47) finns sedan 1867 Gustaf Mellbin sybehör och damunderkläder. Butiken är en av Sveriges äldsta och mest anrika underklädesaffärer.
Till Morpheus 6 (Västerlånggatan 49 / Prästgatan 46) flyttade 1948 en filial för Stockholms stads sparbank. Fastigheten kallades även "Sparbankshuset", och lokalerna ritades av arkitekt Ivar Tengbom. Entrén var från Västerlånggatan 49. I bottenvåningen låg den lilla banksalen med två kassor och i källarvåningen fanns depositionsvalvet. På våning 1 trappa inhystes arkivet. Bankverksamheten fanns kvar under namnet Föreningssparbanken fram till 1999. År 2015 fanns Old Street Café i bankens gamla lokaler. I fasaden Prästgatan 46 finns rester av stadsmurens murverk bevarade.
I Morpheus 8 (Västerlånggatan 53) etablerade den franskfödde Emil Guiron 1870 en kappaffär som fördes vidare av hans änka under namnet Emil Guirons Enka. År 2015 stängde den då äldsta kappaffären i Stockholm.